# 聖母瑪利亞的孩子
圣母玛利亚的孩子（德語：Marienkind）是格林兄弟收集的一则德国童话故事。它是《格林童话》一书中的第3个故事。
格林兄弟注意到，该故事与意大利的《The Goat-faced Girl》以及挪威的《The Lassie and Her Godmother》两则故事之间有相似之处。他们也注意到了它与故事《费切尔的怪鸟》中那扇禁止打开的门之间的联系。
按照AT（Aarne-Thompson）分类法，该故事被归为第710类。

## 故事梗概
一个的樵夫和他的妻子有一个三岁大的女儿妍缇，但由于贫穷他们无法继续供养女儿。此时，圣母玛利亚出现，她告诉樵夫她可以照顾妍缇，于是樵夫和妻子把妍缇交给了她。妍缇在天堂里快乐地长大了。一天圣母要出远门，她把天国的十三道门的钥匙给了妍缇，告诉她她可以打开十二道门，但不能打开第十三道。妍缇打开了前面的十二道门，看到了十二使徒。
然后妍缇打开了第十三道。看到里面在火光中坐着三相神，她把手向火光伸去，手立刻沾上了金子。她想把它去掉，却怎么也无法去掉。玛利亚回来后，连续三次质问妍缇，她都向玛利亚撒了谎。最后，圣母玛利亚告诉妍缇她再无法忍受她的违抗与撒谎的行为。
这时，妍缇睡着了，醒来时发现自己在一个树林里，她想张口呼喊，却发现自己发不出任何声音。她住在树洞里，吃野生的植物，衣服也被扯破了。一天，一位国王发现了她，决定把她带回宫里并娶她为妻。 
一年后，妍缇生了一个儿子。圣母玛利亚现身要求她忏悔自己打开了那扇门。妍缇又撒了谎，于是圣母便把她的孩子夺走，而人们则在私底下议论说妍缇把孩子杀掉吃了。又过了一年，妍缇又生了一个儿子，但结果也和前面的一样。第三年，妍缇生了一个女儿，圣母玛利亚把她带到了天堂，让她见到了自己的孩子们。但妍缇仍拒绝忏悔，圣母又把她的第三个孩子夺走了。这次，国王再不能压制住自己的大臣们，妍缇被判了死刑。当她被带到火刑堆上时，她才最终软化了下来并希望在被处死前能忏悔自己的过错。而这时，她的声音回来了，她大声地为自己的过错作了忏悔。圣母玛利亚把妍缇的孩子还给了她，让她重新得以说话，并让她幸福地生活下去。

## 评论
别的女人把她的孩子带走了，孩子的母亲却要承受谋杀的指控，这是童话中的一个常见的构思，正如《十二只野鸭》、《熊皮》或《六只天鹅》中的一样。而像《圣母玛利亚的孩子》中这样，夺走孩子的女人以一个公平正义的形象出现的构思就显得不同寻常。一般而言，夺走孩子的女人是邪恶的，在故事的结尾也会受到惩罚。